# Spiranthera parviflora
Spiranthera parviflora är en vinruteväxtart som beskrevs av Noel Yvri Sandwith. Spiranthera parviflora ingår i släktet Spiranthera och familjen vinruteväxter. Inga underarter finns listade i Catalogue of Life.